# Sar-El
Sar-El (in ebraico: שר-אל) è un programma di volontariato presso le Forze di Difesa Israeliane. Sar-El è l'acronimo per il termine "Servizio per Israele" (in ebraico: Scherut le Israel).

## Compiti del Programma
Annualmente circa 5000 volontari da tutto il mondo prestano servizio presso le Forze di Difesa Israeliane. Questo servizio volontario non prevede nessun genere di ricompenso eccetto per quanto riguarda i costi di viaggio e di alloggio. L'attrezzatura viene fornita dalle forze armate. I compiti svolti dai volontari sono prevalentemente compiti di tipo logistico. Tra i compiti svolti tipicamente dai volontari rientrano la manutenzione delle attrezzature, compiti logistici o assistenza sanitaria alle truppe combattenti. Nonostante i volontari indossino una divisa israeliana, questi non fanno parte delle unità combattenti e non partecipano a operazioni militari al di fuori dei confini dello stato di Israele o all'interno dei territori contesi. Pertanto da quando è stato introdotto il Sar-El tra i suoi partecipanti non si sono registrate vittime. Il periodo nel quale i volontari prestano servizio può variare da un periodo di qualche settimana fino ad un periodo che può comprendere uno o due mesi. Il servizio di volontariato è aperto a tutti, compresi anche coloro che non sono di confessione ebraica.

## Storia
Questo programma di volontariato prese il suo via nel 1982 e fu iniziato dal generale di brigata Aharon Davidi, quando nel corso della guerra in Libano nel 1982 a causa della massiccia mobilitazione molti servizi per la popolazione civile e molti servizi per le forze armate compresi i raccolti dei singoli Kibbuz erano minacciati a causa della carenza di mano d'opera. Il generale David pubblicò quindi un appello negli Stati Uniti per cercare volontari che potessero assolvere alcuni dei compiti logistici dei riservisti in modo da poter congedare parte delle forze riserviste. Grazie all'appello del generale si trovarono in breve tempo oltre 600 volontari che assolsero i compiti dei riservisti. Da allora il programma è rimasto sempre attivo per richiesta degli stessi partecipanti.